# Eublemma debilis
Eublemma debilis är en fjärilsart som beskrevs av Walker 1858. Eublemma debilis ingår i släktet Eublemma och familjen nattflyn. Inga underarter finns listade i Catalogue of Life.